# سجن فيدرالي

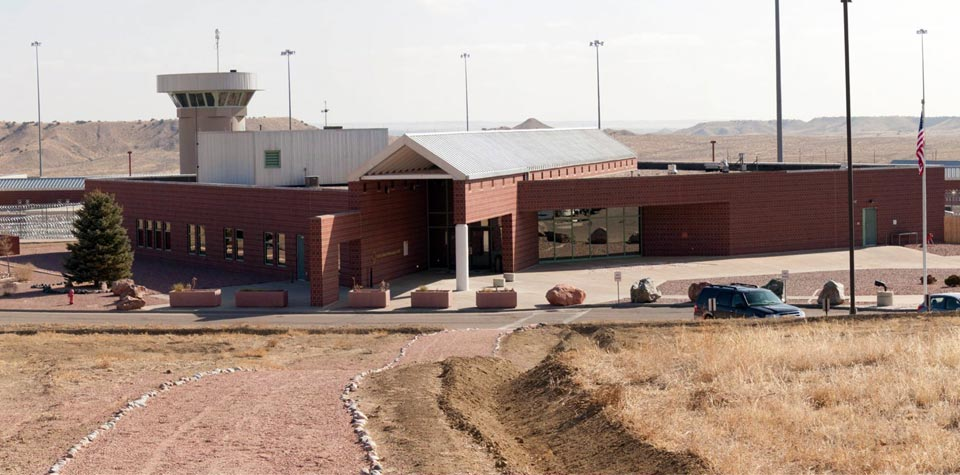
سجن فيدرالي

يتم تشغيل السجن الفيدرالي (بالإنجليزية: Federal prison) بشكل مباشر من حكومة الفيدرالية بدلاً من الولاية أو المقاطعة، تُستخدم السجون الفيدرالية للمدانين الذين انتهكوا القانون الفيدرالي في الولايات المتحدة  والمكسيك، وتستخدم هذه السجون للسجناء الخطرين في البرازيل، أو أولئك الذين حُكم عليهم بالسجن لفترات أكثر من سنتين في كندا، وليس لدى جميع الدول الاتحادية مفهوم قانوني عن «السجن الفيدرالي»[بحاجة لمصدر] .

## أستراليا
لا تسيطر الحكومة الفيدرالية الأسترالية، المعروفة رسميًا باسم حكومة الكومنولث، على السجون بشكل مباشر.
ويرجع ذلك إلى حد كبير إلى حقيقة أن الغالبية العظمى من المحاكمات الجنائية في أستراليا تتم داخل أنظمة محاكم الولايات والإقاليم، وحتى عندما تم التحقيق في الجرائم من قبل الشرطة الفيدرالية الأسترالية (AFP) ، تتم الملاحقات القضائية عادة بموجب قانون الولايات والإقاليم.
عدد قليل من التهم يعاقب عليها بالسجن بموجب قانون الجرائم الفيدرالي (الكومنولث) والقوانين الفيدرالية الأخرى، فتتم متابعة هذه القضايا من قبل المدراءالفيدراليين للنيابات العامة، وتجري المحاكمات في مبنى المحكمة الفيدرالية - والتي عادةً ما تكون الأقرب إلى أي شهود حيويين لأسباب عملية، ويتم احتجاز الأشخاص الذين تم حبسهم احتياطيًا أو المدانين بتهم جنائية بموجب القانون الفيدرالي في سجون تديرها حكومة الولاية أو الإقليم حيث ستُعقد إجراءات المحكمة.  بعد الإدانة، يؤخذ المدان لسجن في نفس الولاية أو الإقليم التي تقع فيها المحكمة التي حكمت عليه. ومع ذلك، فإن عمليات نقل السجناء بين الولايات بما في ذلك السجناء الفيدراليون تحدث لأسباب مختلفة.

## البرازيل
نظام السجون الفيدرالي في البرازيل (Sistema Penitenciário Federal) نُفذ في عام 2006 بناءً على أحكام قانون 1984 "Lei de Execução Penal". تستقبل السجون الفيدرالية أخطر المجرمين الذين يمكن أن يقوموا بأعمال تخريبية في سجون الولايات. 

## كندا
في كندا، تدير دائرة الإصلاحيات الكندية السجون الفيدرالية، وتؤوي نزلاء محكوم عليهم بالسجن لمدة عامين أو أكثر؛ أما سجون المقاطعات مسؤولة فقط عن المساجين الذين لديهم فترات أقصر. 

## ألمانيا
تدار السجون في ألمانيا من قبل الولايات فقط، ولكنها تخضع لقوانين اتحادية.

## المكسيك
تدير (أمانة الأمن العام (بالإسبانية: Secretaría de Seguridad Pública)) نظام السجون الفيدرالي في المكسيك وتستقبل السجناء المحكوم عليهم بجرائم فيدرالية. 

## روسيا
تخضع جميع المؤسسات العقابية في روسيا الاتحادية لخدمة السجون الفيدرالية (بالروسية: Федеральная служба исполнения наказаний اختصارا (ФСИН)). 

## الولايات المتحدة الأمريكية
المكتب الفدرالي للسجون (BOP) ، الذي تأسس بإقرار قانون السجون الثلاثة لعام 1891، ينص على أن المكتب مسؤول عن إدارة مرافق السجون الفيدرالية في الولايات المتحدة، فضلاً عن رعاية السجناء الفيدراليين، أيضًا يوفر المكت معلومات أساسية للباحثين وإحصاءات تتعلق بنظام السجون الفيدرالي. 